# Athlītikos Omilos Thīras
L'Athlītikos Omilos Thīras è una società di pallavolo femminile greca, con sede a Santorini e militante nel massimo campionato greco, l'A1 Ethnikī.

## Storia
L'Athlītikos Omilos Thīras viene fondato nel 2012, raggiungendo in soli due anni la massima divisione del campionato greco, l'A1 Ethnikī, esordendovi nella stagione 2014-15, piazzandosi al quinto posto, mentre nella stagione seguente si spinge fino alle finali scudetto, perdendo contro l'Olympiakos; fa così il suo esordio in una competizione europea, la Coppa CEV 2016-17, eliminato però ai sedicesimi di finale.

## Rosa 2021-2022
| N° | Nome                    | Ruolo | Data di nascita   | Nazionalità sportiva |
| -- | ----------------------- | ----- | ----------------- | -------------------- |
| 1  | Alexandra Drosopoulou   | S     | 30 giugno 1998    | Grecia               |
| 2  | Elenī Artakianou        | L     | 21 maggio 1994    | Grecia               |
| 3  | Alexandra Holston       | O     | 3 aprile 1995     | Stati Uniti          |
| 4  | Symone Abbott           | S     | 27 settembre 1996 | Stati Uniti          |
| 5  | Yeny Murillo            | S     | 5 luglio 1999     | Colombia             |
| 7  | Christina Adamopoulou   | S     | 28 dicembre 2000  | Grecia               |
| 8  | Vasilikī Dialla         | C     | 5 marzo 1998      | Grecia               |
| 9  | Alikī Vezyrianidou      | C     | 22 maggio 1998    | Grecia               |
| 10 | Elisavet Skouna         | P     | 16 settembre 1994 | Grecia               |
| 11 | Lamprinī Kōnstantinidou | P     | 16 settembre 1996 | Grecia               |
| 12 | Andrea Mitrovic         | S     | 3 giugno 1999     | Canada               |
| 13 | Dīmītra-Lydia Merkourī  | P     | 30 dicembre 1997  | Grecia               |
| 15 | Geōrgia Gkoltsiou       | S     | 25 settembre 2000 | Grecia               |
| 17 | Tzenī Mpagia            | L     | 25 febbraio 1994  | Grecia               |
| 19 | Geōrgia Argyriou        | C     | 12 novembre 1988  | Grecia               |
| 20 | Maria-Iōanna Kalapoda   | C     | 11 settembre 2001 | Grecia               |